# Antiquités judaïques
Les Antiquités judaïques, ou Antiquités juives (Antiquitates Judaicae en latin), sont une œuvre de la fin du Ier siècle de l'historien juif Flavius Josèphe. Elle comprend vingt livres écrits en grec. Il s'agissait de faire connaître au public gréco-romain l'histoire du peuple juif. 
Nous n'avons pas la copie originale, car le manuscrit le plus ancien du livre remonte à près de dix siècles après la rédaction du livre, et la plupart des critiques ont dit qu'il contenait une certaine distorsion.
Dans les dix premiers volumes, Josèphe suit les événements de la Bible hébraïque en commençant par la création d'Adam et Eve.
Les dix volumes suivants continuent l'histoire du peuple juif, au-delà du texte biblique, et jusqu'à la guerre juive, ou la première guerre judéo-romaine, 66 à 73 CE.
Cette œuvre pourrait avoir été utilisée pour la composition du Josippon, chronique d'histoire juive populaire.
Elle doit une grande part de sa célébrité à un passage à l'authenticité contestée connu sous le nom de Testimonium flavianum, qui évoque Jésus de Nazareth. 
Un passage confirme le destin tragique de Jean le Baptiste, qui fut d'après les Évangiles arrêté et décapité par ordre du roi Hérode Antipas. Le récit de Flavius Josèphe est assez différent de celui des Évangiles.

## Éditions
- Les Antiquités juives, traduction Étienne Nodet, livres I à XIV, éditions du Cerf, 1992-2021.